# サウンドプログラマー
サウンドプログラマーとは主にゲーム業界等においてゲームのプログラマーとサウンドデザイナーを繋ぐプログラミングを制作する人のことである。

## 概要
ゲームなどの効果音やBGMでは、音の強弱や、重なり方、始まりから停止まで、ゲームと連動するように音を作り上げるのもサウンドプログラマーの仕事となり、WwiseやADX等を使用しゲームのエンジンに音を組み込む仕事である。近年ではサウンドデザイナーがその仕事を負担することもあり、過去に比べ作業量は緩和している。
出自はもともとプログラマーからサウンドプログラマーになる人、またはサウンドデザイナーからサウンドプログラマーになる人も多い。

## サウンドプログラマーとMIDI
90年代まではサウンドプログラマーといえばコンポーザーが作成した曲をコンピューターにMIDIとして打ち込む人を指す職種であった。その頃はゲーム機にはハードウェアのシンセサイザー音源が搭載されており、これを駆動して曲を再生するためコンポーザーの意図した曲をゲーム機上で再生するには高度な専門知識が必要であった。
しかし現在はコンポーザー自身がコンピューターでDAWを扱うようになり、またストレージの容量向上や圧縮コーデックの普及によって、ミックスされた曲をPCM音源でそのまま再生できるようになったことから、サウンドプログラマーとしてMIDIを打ち込むという役割は減っており、ミドルウェアとゲームエンジンの橋渡し、組み込み作業、サウンドの最適化が主になっている。
ゲーム業界以外（着メロ作成、カラオケ楽曲の作成など）では、MIDIを打ち込む人を今でもサウンドプログラマーと呼ぶことがある。